# Fábio Rochemback
Fábio Rochemback (Soledade, 1981. december 10. –) brazil válogatott labdarúgó.

## Sikerei, díjai
Sporting CP
- UEFA-szuperkupa döntős: 2005

Middlesbrough FC
- UEFA-kupa döntős: 2006

## Külső hivatkozások
- Fábio Rochemback adatlapja a National-Football-Teams.com oldalon (angolul)

- Fabio Rochemback PortuGOAL profile
- CBF (portugálul)